# Полтавец, Виктор Иванович
Виктор Иванович Полтавец (укр. Віктор Іванович Полтавець, род. 28 июня 1937 года, г. Артёмовск, Донецкая область, УССР, СССР) — украинский политический и государственный деятель. Первый в независимом государстве Министр угольной промышленности Украины, всего на этой должности пребывал дважды -  (1994–1995, 2007–2010).

## Образование
Образование высшее, в 1959 году окончил Днепропетровский горный институт по специальности горный инженер-шахтостроитель. Кандидатская диссертация «Обоснование инженерно-производственного режима экономии на шахтах ПО «Луганскуголь» (1994). Кандидат технических наук. Член-корреспондент Национальной горной академии, академик Академии инженерных наук.

## Трудовая деятельность
После окончания института работал на угольных предприятиях городов Антрацит и Свердловск Луганской области, прошел путь от горного мастера до генерального директора. Работал горным мастером, помощником начальника участка, начальником участка, заместителем главного инженера и главным инженером на шахтах треста «Антрацит». С 1968 по 1972 годы — главный инженер шахты «Красный партизан» треста «Свердловантрацит». С 1972 по 1975 годы — занимает должность директора шахты «Маяк» комбината «Свердловантрацит». С 1975 года — технический директор-главный инженер производственного объединения «Свердловантрацит». С 1981 года — генеральный директор ПО «Лисичанскуголь». Будучи главным инженером шахты «Красный партизан», техническим директором — главным инженером комбината «Свердловантрацит» (1968-1981 годы) был одним из организаторов мировых рекордов добычи угля бригадой Владимира Григорьевича Мурзенко, несколько лет подряд выдавала из лавы по миллиону с лишним тонн угля в год. Организатор мирового рекорда бригады И.К. Нагорного из Лисичанска шахты «Привольнянская»: в январе 1986 года бригада добыла 103550 тонн угля.
В июле 1986 года — один из руководителей Сводного отряда МУП СССР по ликвидации аварии на ЧАЭС.
В 1986-1987 годах — заместитель министра угольной промышленности УССР.
Впоследствии — начальник Ворошиловградского главного территориального управления угольной промышленности, а после завершения служебной командировки во Вьетнам — начальник отдела технологии и механизации горных работ Госуглепрома Украине.
С 1992 года — генеральный директор ПО «Луганскуголь».
В августе 1993 — 1994 годы — внештатный советник Президента Украины.
В ноябре 1994 — декабре 1995 годы — первый в истории независимой Украины министр угольной промышленности (в правительствах Виталия Масола и Евгения Марчука). Под его руководством были разработаны долгосрочная программа «Уголь», «Концепция структурных преобразований угольной промышленности Украины в условиях развития рыночных отношений».
В 1996-2000 годах — генеральный директор ПО «Луганскуголь». С ноября 1999 года работал директором государственного проектного института по проектированию предприятий угольной промышленности «Луганскгипрошахт».
Назначен на должность министра угольной промышленности Украины Постановлением Верховной Рады Украины № 10-VI от 18 декабря 2007 года в втором правительстве Юлии Тимошенко.
За время работы в должности министром угольной промышленности Украины, Виктору Полтавцу удалось не только остановить падение добычи «черного золота» (за два предыдущих года он снизился на 5 миллионов тонн), а в 2008 году, увеличить против предыдущего года на 3,4 млн тонн. Высокие темпы добычи угля были взяты и в 2009 году.
Министр Виктор Полтавец главное внимание обращал на экономические рычаги управления производством. Открылась и заработала угольная биржа. Стоимость тонны угля впервые в истории угледобычи Украины достигла мировой цены.
Это благотворно сказалось на экономическом состоянии государственных предприятий. Впервые в их практике, цена реализованной продукции оценивалась так, что это обеспечивало выход на самоокупаемость затрат ведения горных выработок. Простой экономический расчет показывал, что несколько лет работы в таких Удалой экономических условий непременно приведет к тому, что всегда дотационная угольная отрасль сможет совсем отказаться от огромных ежегодных вливаний из государственного бюджета. Но именно тогда (начиная с сентября 2009 года) в мире разразился жесткий финансово-экономический кризис. Поразил он и Украину. Останавливались металлургические предприятия, химические заводы. Не востребованной оказалась электроэнергия, угольные склады шахт были затоварены добытым углем. Стала острой проблема сбыта готовой продукции ...
При Викторе Полтавце в отрасти была разработана и осуществлялась пять целевых комплексных программ развития Минуглепрома, которыми ставилась задача навести порядок в экономике государственных предприятий, инженерно-техническом обеспечении, кадровом обеспечении, технике безопасности в горных условиях, повышении качества угля, добываемого.
Министр Виктор Полтавец самое пристальное внимание уделил производительности конкретных шахт. По состоянию на 1 января 2008 года в области насчитывалось 78 шахт, которые добывали в сутки менее 500 тонн угля. Как считал практик с полувековым опытом работы Виктор Полтавец, это был холостой ход предприятия. Такая малопродуктивна работа не окупала затрат на содержание численного обслуживающего персонала.
В отрасли все было подчинено тому, чтобы каждое горное производство работало с высокой товарностью. Как результат, через два года (по состоянию на 1 февраля 2010 года) в системе Минуглепрома осталось лишь 18 шахт, которые не смогли выдавать «на-гора» более 500 тонн угля в сутки.
На рассвете 8 июня 2008 года на шахте имени Карла Маркса государственного предприятия «Орджоникидзеуголь» (вблизи города Енакиево Донецкой области) произошел внезапный выброс газа метана, что привело к мощному взрыву на глубине около 1000 метров. Осмотрев масштабы разрушений, специалисты пришли к однозначному выводу — восстановить для добычи рудник невозможно.
В тот же день делегация шахтеров, в дирекции начала тяжелый разговор с главой Минуглепрома Виктором Полтавцом о том, чтобы все-таки восстановить, вернуть к жизни шахту. Люди понимали, что рудник градообразующее предприятие. Если она закроется, значит, без средств к существованию останется все шестнадцатитысячный рабочий поселок, выросшее кругом рудника. Когда действовала шахта, то у неё успешно работала вся инфраструктура — детские сады, школы, медицинские учреждения, дворец культуры, кинотеатр и так далее. Не станет шахты — исчезнет все это. И тысячи рабочих мест. Поселок станет пустой ...
Министр Виктор Полтавец людям пообещал, что Минуглепром шахту восстановит ...
Это беспрецедентный случай в истории угледобычи Европы и мира, когда разрушенная на такой глубине шахта через пятнадцать месяцев (!) после взрыва метана возобновила свою работу. 10 сентября 2009 шахта имени Карла Маркса снова выдала «на-гора» уголь.
На восстановление шахты потребовалось 80 миллионов гривен, тогда, когда на сооружение такой шахты следовало бы затратить не менее 25 миллиардов гривен. Только 15 млн гривен на восстановительные работы выделил Кабинет Министров Украины из стабилизационного фонда. Остальные средства — скупщина предприятий Минуглепрома. Министру Виктору Полтавцу удалось убедить всех — от генеральных директоров государственных предприятий до горняков в том, что беду нужно преодолевать только вместе.
Супруга В. И. Полтавца Ада Ивановна вместе с ним окончила Днепропетровский горный институт и работала в шахтах на горных выработках более двадцати лет.

## Награды
Лауреат государственной премии Украины в области науки и техники (1995).
Награждён орденом «За заслуги» III (июнь 1997) и II (август 2006) степеней, отмечен знаками «Шахтёрская слава» 3-х степеней, «Шахтёрская доблесть» 3-х степеней. Награждён Почетной грамотой Президиума Верховной Рады Украины, почетной грамотой Верховной Рады Украины. Имеет звания: «Заслуженный шахтер Украины» (с мая 2003), «Почетный шахтёр Вьетнама» «Почетный гражданин Лисичанска и Приволья».